# Sechellophryne gardineri
Sechellophryne gardineri es una especie de anfibio anuro de la familia Sooglossidae. Pone entre 8 a 16 huevos. Es endémica de las islas Seychelles (islas de Mahé y Silhouette), en altitudes entre 150 y 991 m.
Habita en el suelo y en la vegetación baja de bosques primarios y más raramente secundarios. Pone entre 8 y 16 huevos y tiene desarrollo directo, sin fase de renacuajo.
Está amenazada de extinción por la degradación de su hábitat natural, a causa de incendios forestales e introducción de especies invasivas. El cambio climático es otra amenaza de importancia para la especie.